# Proceedings of the National Academy of Sciences of the United States of America
Proceedings of the National Academy of Sciences of the United States of America, PNAS – czasopismo naukowe amerykańskiej Narodowej Akademii Nauk publikujące głównie prace biomedyczne, rzadziej z zakresu fizyki, matematyki i nauk społecznych.  Wydanie drukowane jest tygodnikiem. Wersja internetowa PNAS codziennie zawiera nowe artykuły. Pierwsze wydanie ukazało się w roku 1915.

## Opłaty
Koszty publikacji w PNAS są częściowo pokrywane przez autorów. W opcji Open Access koszty te ponoszone są przez autorów w całości, a praca dostępna jest w Internecie bezpłatnie.

## Cytowania
Według ISI w roku 2014 wskaźnik cytowań czasopisma wyniósł 9,674.
W odnośnikach literaturowych do artykułów w PNAS używany jest skrót Proc. Natl. Acad. Sci. U. S. A.. W światowych publikacjach jego interpunkcja jest różna (np. Proc Natl Acad Sci U S A), co najczęściej zależy od lokalnych zasad pisowni; czasopismo bywa też oznaczane skrótowcem PNAS, zwłaszcza w tekstach nieformalnych.